# Serromyia
Serromyia is een geslacht van stekende muggen uit de familie van de knutten (Ceratopogonidae).

## Soorten
- S. atra (Meigen, 1818)
- S. barberi Wirth, 1952
- S. bicolor Borkent, 1990
- S. borealis Borkent, 1990
- S. crassifemorata Malloch, 1914
- S. femorata (Meigen, 1804)
- S. ledicola Kieffer, 1925
- S. morio (Fabricius, 1775)
- S. nudicolis Borkent, 1990
- S. rufitarsis (Meigen, 1818)
- S. sierrensis Borkent, 1990
- S. subinermis Kieffer, 1919
- S. tecta Borkent, 1990
- S. vockerothi Borkent, 1990